# Carlos Ochoa Fernández
Carlos Ochoa Fernández (Zaragoza, 1955 -íd., 1 de diciembre de 2002) fue un escultor español.

## Trayectoria
Estudió en las Escuelas Pías de Zaragoza y en la Escuela de Artes de Zaragoza. Fundó en Zaragoza el espacio "La Nave", junto a los artistas Guillermo Moreo y Pepe Cerdá. En 1973, cofundó el grupo "Algarada" junto a Miguel Ángel Domínguez, Luis Sánchez y Vicente Villarrocha, aunque su permanencia en la agrupación fue breve. 
A lo largo de su carrera, Ochoa expuso su obra en importantes certámenes y exposiciones colectivas tanto en Aragón como a nivel internacional, donde cosechó numerosos galardones y distinciones.

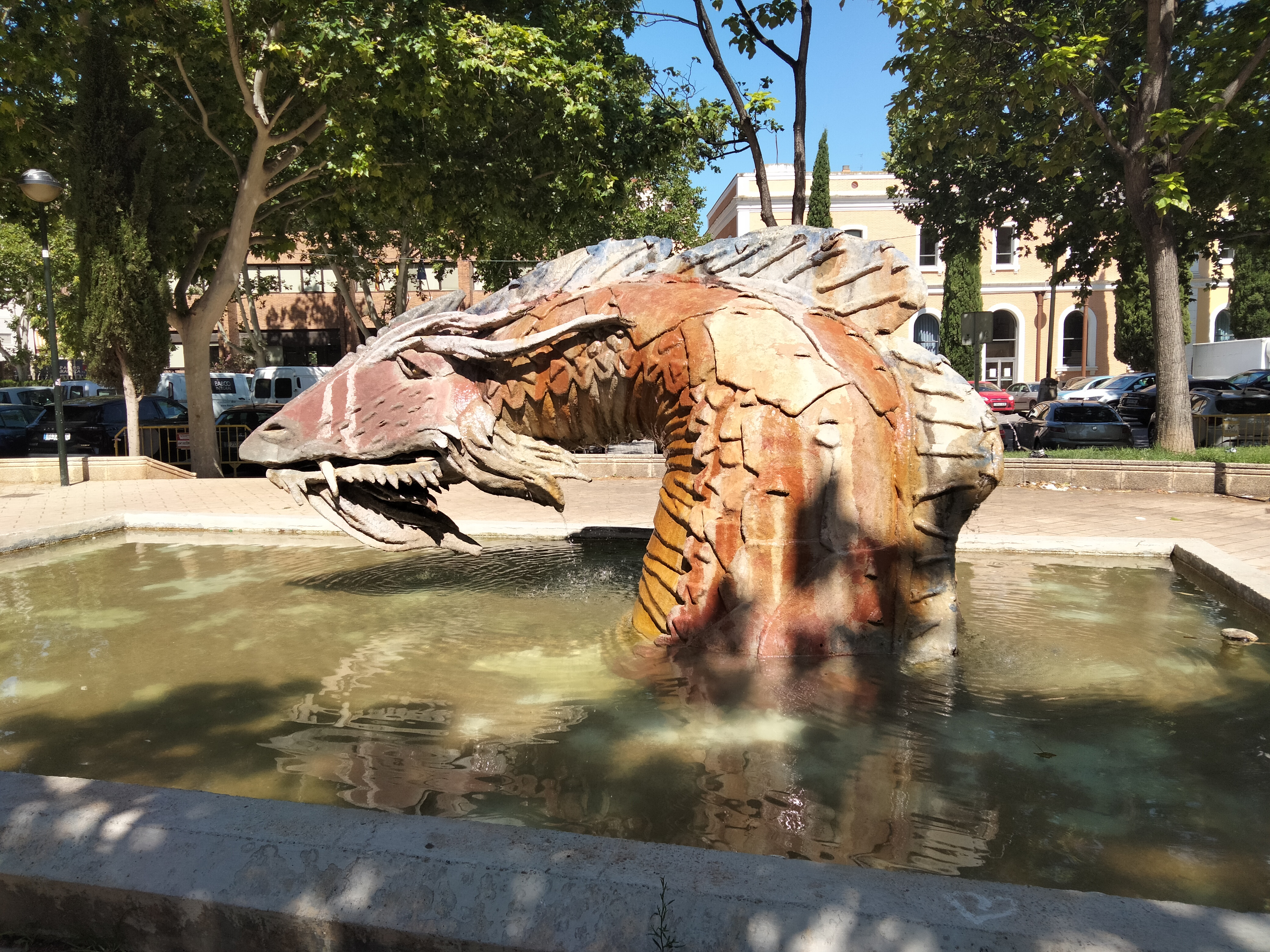
Dragón emergente (1993)

## Exposiciones
- Exposición individual. Galería Prisma, Zaragoza, 1975.[1]
- Artistas aragoneses contemporáneos. Casa de España, París, 1982).[1]
- Carlos Ochoa. Esculturas. Galería Goya, Zaragoza 1982.
- Escultura es cultura. Patios del Edificio Pignatelli, Zaragoza, 1992.[3]
- Arte público. Huesca, 1994.[1]
- Encuentro de escultores. Valle de Hecho, Huesca, 1991.[1]

## Reconocimientos
En 1977 recibió la medalla de oro del certamen juvenil de arte de Zaragoza y la medalla de plata del VII Premio San Jorge de Zaragoza. También fue galardonado en 1981 con el premio del Ministerio de Cultura del I Centenario de Pablo Gargallo.